# 第53回ヴェネツィア国際映画祭
第53回ヴェネツィア国際映画祭は、1996年8月28日から9月7日にかけて開催された。

## 上映作品

### コンペティション部門
| 日本語題                       | 原題                             | 監督                       | 製作国         |
| ------------------------------ | -------------------------------- | -------------------------- | -------------- |
|                                | Ilona llega con la lluvia        | セルジオ・カブレラ         | コロンビア     |
|                                | Pianese Nunzio, 14 anni a maggio | アントニオ・カプアーノ     | イタリア       |
|                                | Box of Moon Light                | トム・ディチロ             | アメリカ合衆国 |
| ポネット                       | Ponette                          | ジャック・ドワイヨン       | フランス       |
| フューネラル                   | The Funeral                      | アベル・フェラーラ         | アメリカ合衆国 |
| フォー・エヴァー・モーツァルト | For Ever Mozart                  | ジャン＝リュック・ゴダール | フランス       |
| 群盗、第七章                   | Brigands, chapitre VII           | オタール・イオセリアーニ   | ジョージア     |
| マイケル・コリンズ             | Michael Collins                  | ニール・ジョーダン         | アイルランド   |
| 男と女、嘘つきな関係           | Hommes, femmes, mode d'emploi    | クロード・ルルーシュ       | フランス       |
| カルラの歌                     | Carla's Song                     | ケン・ローチ               | イギリス       |
|                                | Vesna va veloce                  | カルロ・マッツァクラーテ   | イタリア       |
| ディープ・クリムゾン 深紅の愛  | Profundo carmesí                 | アルトゥーロ・リプスタイン | メキシコ       |
|                                | Party                            | マノエル・ド・オリヴェイラ | ポルトガル     |
| 魔王                           | Der Unhold                       | フォルカー・シュレンドルフ | ドイツ         |
| バスキア                       | Basquiat                         | ジュリアン・シュナーベル   | アメリカ合衆国 |
|                                | 太平天國                         | ウー・ニェンチェン         | 香港           |

## 審査員
- ロマン・ポランスキー （ ポーランド/映画監督） 審査員
- ポール・オースター （ アメリカ合衆国/作家）
- スレイマン・シセ （ マリ/映画監督）
- ムリナール・セーン （ インド/映画監督）
- カリスト・コスリッチ （ イタリア/批評家、脚本家）
- アンジェリカ・ヒューストン （ アメリカ合衆国/女優）
- アントニオ・スカルメタ （ イタリア/作家）
- ミリアム・ミファイ
- ヒューヤ・ユーカンス

## 受賞結果
- 金獅子賞：『マイケル・コリンズ』（ニール・ジョーダン）
- 審査員特別大賞：『群盗、第七章』（オタール・イオセリアーニ）
- 男優賞：リーアム・ニーソン （『マイケル・コリンズ』）
- 女優賞：ヴィクトワール・ティヴィソル （『ポネット』）
- 助演賞：クリス・ペン （『フューネラル』）
- 脚本賞：パス・アリシア・ガルシアディエゴ （『ディープ・クリムゾン 深紅の愛』）
- 音楽賞：デヴィッド・マンスフィールド （『ディープ・クリムゾン 深紅の愛』）
- 美術賞：モニカ・チリノス、マリカ・ペカニンス （『ディープ・クリムゾン 深紅の愛』）
- 上院議会金メダル：『カルラの歌』 （ケン・ローチ）
- ルイジ・デ・ラウレンティス賞：『消滅の年代記』 （エリア・スレイマン）
- 特別表彰：『コーリャ 愛のプラハ』（ヤン・スヴェラーク）